# The Outsider Tour Live
The Outsider Tour Live è il primo album dal vivo da solista del musicista inglese Roger Taylor, batterista dei Queen ed ex frontman dei The Cross, pubblicato nel 2022.

## Descrizione
Il disco è il primo album dal vivo di Roger Taylor, registrato durante il tour dell'album Outsider. Il cantante ha intrapreso un breve tour di quattordici date nel Regno Unito. Il tour è iniziato il 2 ottobre 2021 alla O2 Academy Newcastle per concludersi il 22 ottobre 2021 all'O2 Shepherds Bush Empire di Londra.
L'album contiene brani dal vivo da solista di Taylor e alcuni brani dei Queen.

## Tracce
CD1
1. Strange Frontier – 5:00
2. Tenement Funster – 3:10 (Queen)
3. We're All Just Trying To Get By – 3:20
4. A Nation of Haircuts – 3:29
5. These Are the Days of Our Lives – 4:33 (Queen)
6. Up – 4:39
7. Gangsters Are Running This World – 4:19
8. Absolutely Anything – 4:34
9. Surrender – 4:20
10. Man On Fire – 5:31
11. Rock It (Prime Jive) – 4:59 (Queen)
12. Under Pressure – 3:57 (David Bowie & Queen)
13. Say It's Not True – 5:01 (Queen + Paul Rodgers)

Durata totale: 56:52
CD2
1. I'm In Love With My Car – 3:21 (Queen)
2. Outsider – 3:29
3. More Kicks (Long Day's Journey into Night... Life) – 5:22
4. Foreign Sand – 7:00 (Roger Taylor, Yoshiki)
5. Tutti Frutti (feat Brian May) – 4:35 (Richard Penniman, Dorothy LaBostrie)
6. A Kind of Magic (feat Brian May) – 6:00 (Queen)
7. Rock and Roll – 3:39 (Led Zeppelin)
8. Heroes – 5:15 (David Bowie, Brian Eno)
9. Radio Ga Ga – 6:11 (Queen)

Durata totale: 44:52